# Phare des Sept-Îles

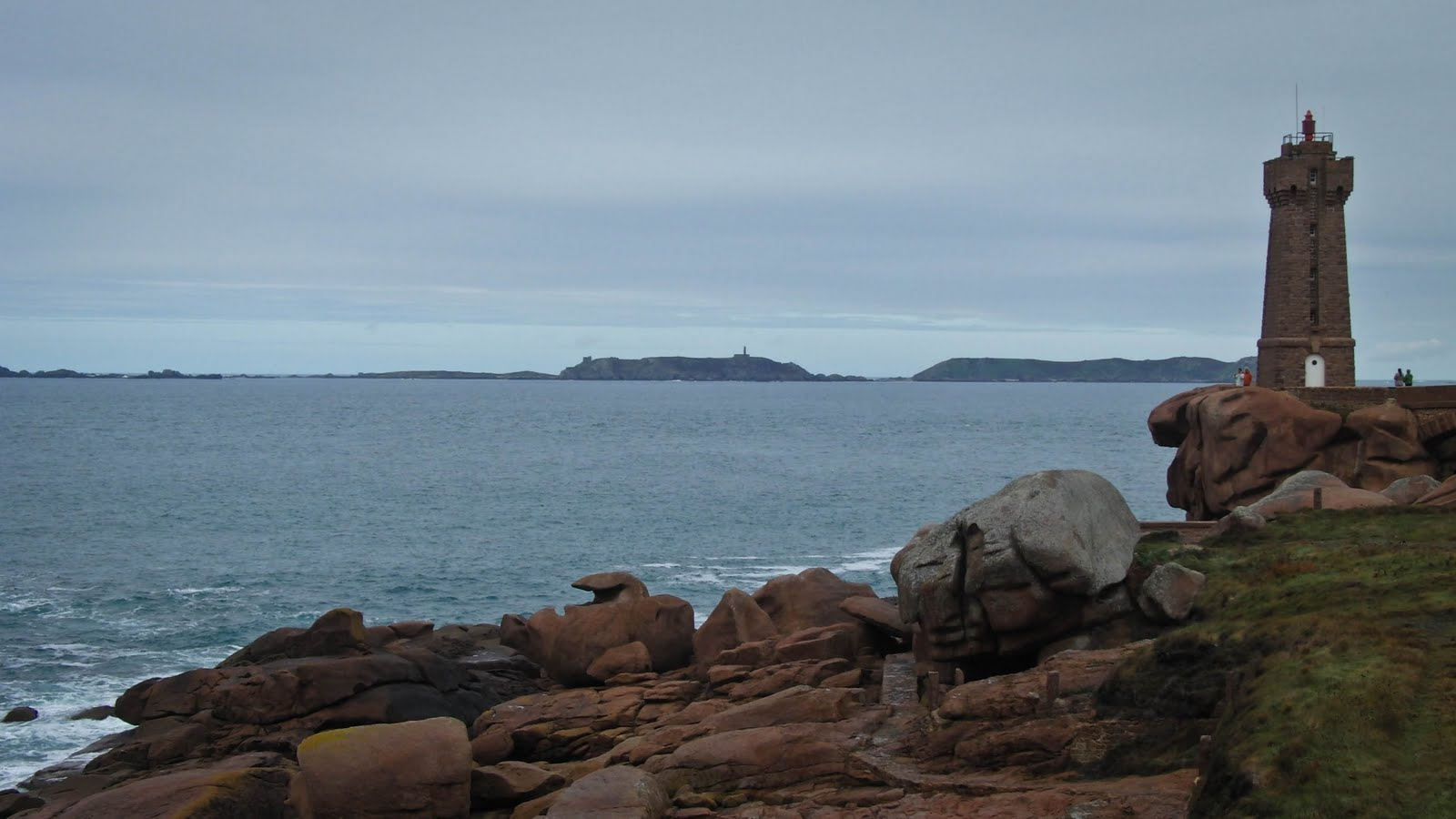
Der Phare des Sept-Îles vom Phare de Ploumanac’h (im Vordergrund) aus gesehen

Phare des Sept-Îles (deutsch „Leuchtturm der Sieben Inseln“) ist der Name eines 1887 erbauten Leuchtturms auf der Île aux Moines (bretonisch Enez ar Breur oder Jentilez) im Archipel Sept Îles. Der Archipel gehört zum Département Côtes-d’Armor in der Bretagne. Er besitzt eine Tragweite von 24 Seemeilen und liegt neben einer Festungsruine aus dem 18. Jahrhundert, deren Aufgabe es war, Schmuggel und Piraterie zu unterbinden.

## Geschichte
- Der ursprünglich runde Turm wurde 1835 in Betrieb genommen und 1854 durch einen fünf Meter höheren Neubau ersetzt. 1944 zerstört, wurde er bis 1949 ersetzt und nahm im Jahr 1952 erneut seinen Dienst auf.
- 1952 wurde Frankreichs größte Windturbine in einem Leuchtturm installiert.
- Die Inselgruppe Sept Îles ist seit 1912 Vogelschutzgebiet.
- Als einer der letzten Leuchttürme auf See wurde er 2007 automatisiert.